# Polykrystal
Polykrystalické látky (též „částečně krystalické látky“) se vyskytují především v pevných polymerních materiálech. Obsahují strukturu krystalickou i amorfní – obě oblasti jsou fyzikálně i chemicky neoddělitelné, protože nejsou navázány náhlým rozhraním, ale plynulým přechodem. Přesto mají tyto dvě složky polykrystalů rozdílné vlastnosti. Krystalické části se vyznačují tvrdostí, křehkostí, pevností, odolností proti chemickým činidlům a rozpouštědlům. Amorfní části pružností, houževnatostí, ohebností, odolností proti nárazu. U polykrystalických látek se určuje tzv. stupeň krystality, který v procentech udává objemový podíl krystalické fáze ve fázi amorfní.

## Uspořádání krystalických a amorfních složek
Podle způsobu uspořádání složek se rozlišují dva druhy polykrystalů:
- krystalit – lamerální uspořádání, tzn. kusy pravidelně uspořádaných krystalických bloků slepeny amorfním skupenstvím,
- sférolit – pravidelné kusy krystalové mřížky orientované rovinou vrstev k jednomu bodu, okolo amorfní báze (např. cholesterol, polypropylen).